# Brusser
Brusser je priimek več oseb:
- Grigorij Mihailovič Brusser, sovjetski general
- Jurij Brusser, ruski igralec